# Rostoki
Rostoki (ukr. Розтоки) – wieś na Ukrainie w rejonie krzemienieckim należącym do obwodu tarnopolskiego.
W okresie międzywojennym funkcjonowała tu szkoła powszechna.